# Karl Dominik von Reding
Karl Dominik von Reding (Svitto, 10 agosto 1755 – Svitto, 8 marzo 1815) è stato un politico svizzero.

## Biografia
Cattolico, figlio di Karl Heinrich Reding, sposò nel 1778 Maria Anna Katharina Vincentia Müller, diventando così cognato di Karl Franz Müller, colonnello al servizio di Napoli. Ebbe diversi incarichi all'interno della politica del canton Svitto, tra cui quello di consigliere fino al 1798, tesoriere cantonale dal 1785 al 1789, vicelandamano dal 1789 al 1791 e landamano dal 1791 al 1793. Nel 1786 e dal 1789 al 1798 fu inviato svittese alla Dieta federale.
Nel gennaio 1798, nel periodo della rivoluzione elvetica, fu delegato confederale a Berna e nel Paese di Vaud. Durante l'insurrezione di Svitto contro l'occupazione francese fuggì a Baden. Tra il 1798 e il 1800 fu senatore della Repubblica elvetica. A seguito dell'Atto di Mediazione divenne membro del Piccolo Consiglio argoviese dal 1803 al 1808 e del Gran Consiglio argoviese dal 1803 al 1809, di cui fu anche presidente nel 1807, oltre che inviato argoviese alla Dieta federale dal 1803 al 1805 e nel 1807.
Nei conflitti costituzionali si schierò con i federalisti e si impegnò a favore dell'autonomia del canton Baden. Fece parte delle delegazioni federali nel Baden, a Parigi nel 1804 e in Austria nel 1805.